# James Neal
James Neal, född 3 september 1987 i Oshawa, Ontario, är en kanadensisk  professionell ishockeyspelare som spelar för Edmonton Oilers i NHL. 
Han har tidigare spelat för Vegas Golden Knights, Nashville Predators, Dallas Stars och Pittsburgh Penguins.
Neal valdes som 33:e spelare totalt av Dallas Stars i NHL-draften 2005.

## Klubbkarriär

### OHL
Neal började spela hockey för Whitby Wildcats i Ontario Minor Hockey Association (OMHA)'s östra AAA-Liga. Han draftades av Plymouth Whalers i den tredje omgången, 80:e totalt i OHL 2003.

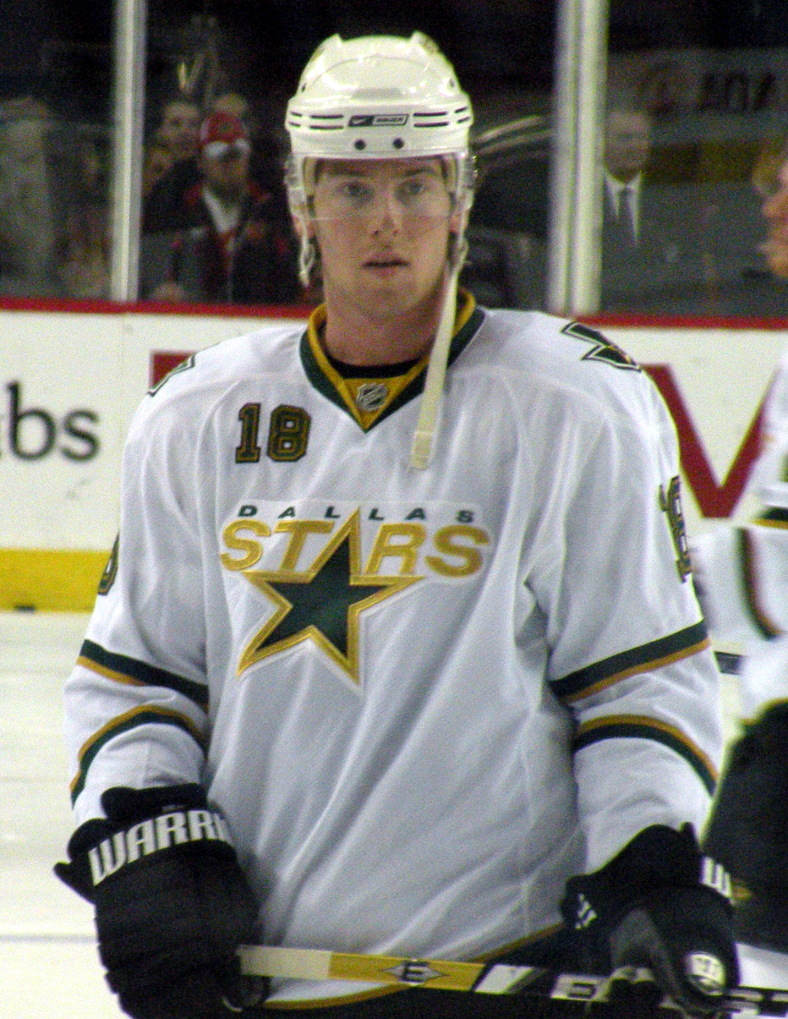
Neal i Stars 2010.

### NHL

#### Dallas Stars
Efter hans rookiesäsong i OHL draftades Neal av Dallas Stars som 33:e totalt 2005. Efter ett träningsläger med Stars skickade de honom tillbaka till OHL där han gjorde 21 mål och 58 poäng för Plymouth säsongen 2005-06. Säsongen efter det blev Neal vald till OHL All-Star Game 2007 där han också gjorde ett mål.
Säsongen 2007-08 spelade Neal för lowa Stars, som är farmarlag åt Dallas Stars och noterades för 37 poäng på 62 matcher vilket gjorde att Neal säsongen efter det tog en plats i Stars, där han säsongen 2008-09 fick spela 77 matcher.
16 september 2010, tecknade Neal tvåårskontrakt med Stars värt $2.25 miljoner det första året och $3.5 miljoner det andra året. 

#### Pittsburgh Penguins
Strax innan trading-deadline 2011 trejdades Neal till Pittsburgh Penguins tillsammans med Matt Niskanen i utbyte mot Alex Goligoski.
Säsongen 2011-12 var den poängbästa säsongen. James Neal gjorde 40 mål och 81 poäng på 80 matcher för Penguins.

#### Nashville Predators
Han blev tradad under NHL-draften 2014 till Nashville Predators i utbyte mot Patric Hörnqvist och Nick Spaling.

#### Vegas Golden Knights
21 juni 2017 blev Neal vald av Vegas Golden Knights i expansionsdraften.

#### Edmonton Oilers
Den 2 juli 2018 skrev han som free agent på ett femårskontrakt med Edmonton Oilers värt 28,75 miljoner dollar.

## Statistik

### Klubbkarriär
| 2003–04    | Bowmanville Eagles   | OPJHL      | 43  | 28  | 27  | 55  | 54  | —  | —  | —  | —  | —  |
|            | Plymouth Whalers     | OHL        | 9   | 2   | 4   | 6   | 0   | —  | —  | —  | —  | —  |
| 2004–05    | Plymouth Whalers     | OHL        | 67  | 18  | 26  | 44  | 32  | 4  | 1  | 1  | 2  | 6  |
| 2005–06    | Plymouth Whalers     | OHL        | 66  | 21  | 37  | 58  | 109 | 13 | 9  | 7  | 16 | 33 |
| 2006–07    | Plymouth Whalers     | OHL        | 45  | 27  | 38  | 65  | 94  | 9  | 7  | 4  | 11 | 32 |
| 2007–08    | Iowa Stars           | AHL        | 62  | 18  | 19  | 37  | 63  | —  | —  | —  | —  | —  |
| 2008–09    | Dallas Stars         | NHL        | 77  | 24  | 13  | 37  | 51  | —  | —  | —  | —  | —  |
|            | Manitoba Moose       | AHL        | 5   | 4   | 1   | 5   | 2   | —  | —  | —  | —  | —  |
| 2009–10    | Dallas Stars         | NHL        | 78  | 27  | 28  | 55  | 64  | —  | —  | —  | —  | —  |
| 2010–11    | Dallas Stars         | NHL        | 59  | 21  | 18  | 39  | 60  | —  | —  | —  | —  | —  |
|            | Pittsburgh Penguins  | NHL        | 20  | 1   | 5   | 6   | 6   | 7  | 1  | 1  | 2  | 6  |
| 2011–12    | Pittsburgh Penguins  | NHL        | 80  | 40  | 41  | 81  | 87  | 5  | 2  | 4  | 6  | 12 |
| 2012–13    | Pittsburgh Penguins  | NHL        | 40  | 21  | 15  | 36  | 26  | 13 | 6  | 4  | 10 | 8  |
| 2013–14    | Pittsburgh Penguins  | NHL        | 59  | 27  | 34  | 61  | 26  | 13 | 2  | 2  | 4  | 24 |
| 2014–15    | Nashville Predators  | NHL        | 67  | 23  | 14  | 37  | 57  | 6  | 4  | 1  | 5  | 8  |
| 2015–16    | Nashville Predators  | NHL        | 82  | 31  | 27  | 58  | 65  | 14 | 4  | 4  | 8  | 8  |
| 2016–17    | Nashville Predators  | NHL        | 70  | 23  | 18  | 41  | 35  | 22 | 6  | 3  | 9  | 14 |
| 2017–18    | Vegas Golden Knights | NHL        | 71  | 25  | 19  | 44  | 24  | 13 | 4  | 5  | 9  | 10 |
| 2018–19    | Calgary Flames       | NHL        | —   | —   | —   | —   | —   | —  | —  | —  | —  | —  |
| NHL totalt | NHL totalt           | NHL totalt | 703 | 263 | 232 | 499 | 530 | 93 | 29 | 24 | 53 | 90 |

### Internationellt
| År            | Lag           | Turnering     |    | Matcher | Mål | Assist | Poäng | Utv |
| ------------- | ------------- | ------------- | -- | ------- | --- | ------ | ----- | --- |
| 2005          | Kanada        | JVM           | 6  | 1       | 1   | 2      | 6     |     |
| 2007          | Kanada        | JVM           | 6  | 0       | 0   | 0      | 8     |     |
| 2009          | Kanada        | VM            | 3  | 1       | 2   | 3      | 2     |     |
| 2011          | Kanada        | VM            | 6  | 2       | 3   | 5      | 10    |     |
| Junior totalt | Junior totalt | Junior totalt | 12 | 1       | 1   | 2      | 14    |     |
| Senior totalt | Senior totalt | Senior totalt | 9  | 3       | 5   | 8      | 12    |     |